# Satyrium myrtale
Satyrium myrtale is een vlinder uit de familie Lycaenidae, de kleine pages, vuurvlinders en blauwtjes. De wetenschappelijke naam van de soort werd als Lycaena myrtale in 1834 gepubliceerd door Klug. De soort is bekend uit Turkije en het noorden van het Midden Oosten.